# Ordonnances sous la présidence du Conseil de Charles de Gaulle
Les ordonnances sous la présidence du Conseil de Charles de Gaulle sont l'ensemble des ordonnances signées par le président du Conseil Charles de Gaulle de Gaulle durant sa présidence du Conseil des ministres qui débute le 1er juin 1958 et s'achève le 8 janvier 1959. Les ordonnances, qui sont des mesures prises par le gouvernement dans des domaines qui relèvent normalement du domaine de la loi, sont permises par une procédure législative spécifique prévue par la Constitution française du 27 octobre 1946.

## Liste
La liste provient du sixième tome de l'Histoire de la IVe République de Georgette Elgey, De Gaulle à Matignon.
| Numéro | Titre | Thème | Date de signature |
| ------ | --- | --- | ----------------- |
| 1      | Ordonnance no 58-529 du 11 juin 1958. Emprunt à capital garanti. Émission. Autorisation | Le ministre des Finances est autorisé à émettre un emprunt dans les mêmes conditions que prévu par la loi du 21 mai 1952                                                     | 11 juin 1958      |
| 2      | Ordonnance no 58-544 du 24 juin 1958. Avoirs français à l’étranger. Conversion en francs. Taxe spéciale. Exonération | Les avoirs en situation irrégulière à l'étranger sont convertis en francs selon les modalités d'un arrêté                                                                    | 24 juin 1958      |
| 3      | Ordonnance no 58-548 du 27 juin 1958. Régime fiscal de certains produits ou services d’utilisation courante | Prorogtion des dispositions de la loi du 26 décembre 1956 relative au régime fiscal des produits d'utilisation courante                                                      | 27 juin 1958      |
| 4      | Ordonnance no 58-588 du 12 juillet 1958. Cameroun et Togo. Établissement de listes électorales spéciales en ce qui concerne les citoyens français | Une liste électorale spéciale est créée en République du Togo et dans l’État sous tutelle du Cameroun en vue du référendum prévu par la loi constitutionnelle du 3 juin 1958 | 12 juillet 1958   |
| 5      | Ordonnance no 58-589 du 12 juillet 1958. Territoires d’outre-mer. Listes électorales. Révision exceptionnelle. Modalités | Une révision des listes électorales est opérée dans les territoires d'outre-mer                                                                                              | 12 juillet 1958   |
| 6      | Ordonnance no 58-594 du 12 juillet 1958. Sursis d’incorporation | Durcissement des conditions du sursis d'incorporation | 12 juillet 1958   |
| 7      | Ordonnance no 58-609 du 18 juillet 1958. Assurances sociales. Indemnités journalières. Délais d’attribution | | 18 juillet 1958   |
| 8      | Ordonnance no 58-637 du 26 juillet 1958. A.E.F. et A.O.F. Conseils de gouvernement. Présidence | Dans chaque territoire d'Afrique occidentale et équatoriale française, le vice-président du conseil du gouvernement prend le titre de président. Précision de ses pouvoirs   | 26 juillet 1958   |
| 9      | Ordonnance no 58-638 du 26 juillet 1958. Madagascar. Conseil de gouvernement. Présidence | A Madagascar, le vice-président du conseil du gouvernement prend le titre de président. Précision de ses pouvoirs                                                            | 26 juillet 1958   |
| 10     | Ordonnance no 58-640 du 29 juillet 1958. Conseil de la République. Conseillers de la série B représentant les citoyens français de Tunisie, Cambodge, Laos et Vietnam. Prorogation du mandat | Les mandats des conseillers de la République de Tunisie, du Cambodge, du Laos et du Vietnam sont prorogés de six mois                                                        | 29 juillet 1958   |
| 11     | Ordonnance no 58-641 du 29 juillet 1958. Assemblée de l’Union française. Membres métropolitains. Prorogation du mandat | Les mandats des représentants métropolitains à l'Assemblée de l'Union française sont prorogés de six mois                                                                    | 29 juillet 1958   |
| 12     | Ordonnance no 58-642 du 29 juillet 1958. Douanes. Certains vins. Droits perçus à l’importation. Remboursement | Remboursement des droits de douane perçus sur des vins de consommation courante affectés à un circuit contrôlé et importés sous certaines licences d'importation             | 29 juillet 1958   |
| 13     | Ordonnance no 58-653 du 31 juillet 1958. Diverses mesures d’ordre fiscal | | 31 juillet 1958   |
| 14     | Ordonnance no 58-654 du 31 juillet 1958. Convention entre le ministre des Finances et le gouverneur de la Banque de France. Approbation | | 31 juillet 1958   |
| 15     | Ordonnance no 58-655 du 31 juillet 1958. Prix du blé tendre (récolte 1958) | | 31 juillet 1958   |
| 16     | Ordonnance no 58-656 du 31 juillet 1958. Prix du quintal du blé fermage | | 31 juillet 1958   |
| 17     | Ordonnance no 58-657 du 31 juillet 1958. Marché des céréales | | 31 juillet 1958   |
| 18     | Ordonnance no 58-696 du 6 août 1958. Administration pénitentiaire. Personnels des services extérieurs. Statut | | 6 août 1958       |
| 19     | Ordonnance no 58-710 du 9 août 1958. Code de l’urbanisme et de l’habitation. Livre I. Modification | | 9 août 1958       |
| 20     | Ordonnance no 58-711 du 9 août 1958. Mesures destinées à favoriser la construction de logements et les équipements collectifs | | 9 août 1958       |
| 21     | Ordonnance no 58-734 du 20 août 1958. Référendum. Organisation | | 20 août 1958      |
| 22     | Ordonnance no 58-739 du 20 août 1958. Commission de sauvegarde des droits et libertés individuels | | 20 août 1958      |
| 23     | Ordonnance no 58-759 du 20 août 1958. Algérie. Plan de scolarisation et d’éducation de base | | 20 août 1958      |
| 24     | Ordonnance no 58-779 du 23 août 1958. Code civil. État civil. Modification | | 23 août 1958      |
| 25     | Ordonnance no 58-766 du 25 août 1958. Marchés d’intérêt national | | 25 août 1958      |
| 26     | Ordonnance no 58-796 du 25 août 1958. Corse. Vins, cidres, poires et hydromels. Régime fiscal | | 25 août 1958      |
| 27     | Ordonnance no 58-808 du 5 septembre 1958. Référendum. Organisation. Modification | | 5 septembre 1958  |
| 28     | Ordonnance no 58-812 du 8 septembre 1958. P.T.T. Diverses dispositions d’ordre financier | | 8 septembre 1958  |
| 29     | Ordonnance no 58-827 du 8 septembre 1958. Instituteurs remplaçants. Titularisation | | 8 septembre 1958  |
| 30     | Ordonnance no 58-825 du 9 septembre 1958. Diverses dispositions d’ordre fiscal et financier | | 9 septembre 1958  |
| 31     | Ordonnance no 58-833 du 9 septembre 1958. Comité du fonds national de péréquation de la taxe locale sur le chiffre d’affaires. Frais de fonctionnement. Garantie de recettes en matière de taxe locale | | 9 septembre 1958  |
| 32     | Ordonnance no 58-854 du 19 septembre 1958. Bas-Rhin. Ouragan de grêle du 11 août 1958. Réparation des dommages. Participation de l’État | | 19 septembre 1958 |
| 33     | Ordonnance no 58-864 du 20 septembre 1958. Enseignement du premier degré. Accès aux fonctions de maîtres | | 20 septembre 1958 |
| 34     | Ordonnance no 58-885 du 23 septembre 1958. France d’outre-mer. Organisation des directions et services | | 23 septembre 1958 |
| 35     | Ordonnance no 58-896 du 23 septembre 1958. Dispositions générales d’ordre financier | | 23 septembre 1958 |
| 36     | Ordonnance no 58-870 du 24 septembre 1958. Fonds d’investissement des départements d’outre-mer. Gestion | | 24 septembre 1958 |
| 37     | Ordonnance no 58-875 du 24 septembre 1958. Territoires d’outre-mer. Accidents du travail et maladies professionnelles. Réparation et prévention | | 24 septembre 1958 |
| 38     | Ordonnance no 58-876 du 24 septembre 1958. Sociétés immobilières conventionnées | | 24 septembre 1958 |
| 39     | Ordonnance no 58-880 du 24 septembre 1958. Agriculture. Diverses dispositions d’ordre financier | | 24 septembre 1958 |
| 40     | Ordonnance no 58-881 du 24 septembre 1958. Industrie et commerce. Diverses dispositions d’ordre financier | | 24 septembre 1958 |
| 41     | Ordonnance no 58-888 du 24 septembre 1958. Agents temporaires en service à la présidence du Conseil (information) | | 24 septembre 1958 |
| 42     | Ordonnance no 58-889 du 24 septembre 1958. Justice. Diverses dispositions d’ordre financier | | 24 septembre 1958 |
| 43     | Ordonnance no 58-890 du 24 septembre 1958. Sécurité sociale. Fonds national de solidarité. Complément de 1 600 francs par an | | 24 septembre 1958 |
| 44     | Ordonnance no 58-892 du 24 septembre 1958. Pétrole. Régime d’importation. Modification | | 24 septembre 1958 |
| 45     | Ordonnance no 58-897 du 24 septembre 1958. Régime économique de l’alcool | | 24 septembre 1958 |
| 46     | Ordonnance no 58-901 du 24 septembre 1958. Fonds national de régularisation des cours des produits d’outre-mer. Création. Modification | | 24 septembre 1958 |
| 47     | Ordonnance no 58-882 du 25 septembre 1958. Recherche scientifique et technique. Fiscalité | | 25 septembre 1958 |
| 48     | Ordonnance no 58-886 du 25 septembre 1958. Prêts spéciaux à la construction. Bonifications d’intérêts. Attribution | | 25 septembre 1958 |
| 49     | Ordonnance no 58-903 du 25 septembre 1958. Thermes nationaux d’Aix-les-Bains. Création | | 25 septembre 1958 |
| 50     | Ordonnance no 58-904 du 26 septembre 1958. Éducation nationale. Diverses dispositions d’ordre financier | | 26 septembre 1958 |
| 51     | Ordonnance no 58-910 du 3 octobre 1958. Hôpitaux de Paris. Concours du médicat | | 3 octobre 1958    |
| 52     | Ordonnance no 58-913 du 6 octobre 1958. Territoires d’outre-mer. Application de l’article 76 de la Constitution et régime provisoire des pouvoirs publics. Conditions | | 6 octobre 1958    |
| 53     | Ordonnance no 58-915 du 7 octobre 1958. Algérie. Programme d’expansion économique, de progrès social et de réforme administrative. Mesures exceptionnelles en vue du rétablissement de l’ordre. Abrogation de l’article 6 de la loi du 16 mars 1956 | | 7 octobre 1958    |
| 54     | Ordonnance no 58-916 du 7 octobre 1958. Rébellion algérienne. Mesures à prendre à l’égard des personnes dangereuses pour la sécurité publique | | 7 octobre 1958    |
| 55     | Ordonnance no 58-917 du 7 octobre 1958. Régime des matériels de guerre, armes et munitions. Modification | | 7 octobre 1958    |
| 56     | Ordonnance no 58-923 du 7 octobre 1958. Code civil. Domicile des bateliers, des forains et des nomades | | 7 octobre 1958    |
| 57     | Ordonnance no 58-928 du 7 octobre 1958. Paris. Voies privées. Assainissement d’office et classement d’office | | 7 octobre 1958    |
| 58     | Ordonnance no 58-921 du 8 octobre 1958. Répression des infractions commises en vue d’apporter une aide aux rebelles des départements algériens | | 8 octobre 1958    |
| 59     | Ordonnance no 58-930 du 9 octobre 1958. Intérieur. Diverses dispositions d’ordre financier | | 9 octobre 1958    |
| 60     | Ordonnance no 58-932 du 9 octobre 1958. Code rural. Modification (travaux d’équipement rural entrepris par l’État) | | 9 octobre 1958    |
| 61     | Ordonnance no 58-937 du 11 octobre 1958. Code municipal. Services publics des départements et communes. Modification | | 11 octobre 1958   |
| 62     | Ordonnance no 58-939 du 11 octobre 1958. Personnels civils et militaires rappelés ou maintenus sous les drapeaux. Situation. | | 11 octobre 1958   |
| 63     | Ordonnance no 58-942 du 11 octobre 1958. Éducation nationale. Professeurs français ayant enseigné au Maroc. Incorporation dans les cadres métropolitains | | 11 octobre 1958   |
| 64     | Ordonnance no 58-944 du 11 octobre 1958. Certains biens domaniaux. Cession et location. Modalités | | 11 octobre 1958   |
| 65     | Ordonnance no 58-945 du 13 octobre 1958. Assemblée nationale. Élection des députés et tableau des circonscriptions électorales | | 13 octobre 1958   |
| 66     | Ordonnance no 58-964 du 16 octobre 1958. Algérie. Élection des députés | | 16 octobre 1958   |
| 67     | Ordonnance no 58-965 du 16 octobre 1958. Départements de la Saoura et des Oasis. Élection des députés | | 16 octobre 1958   |
| 68     | Ordonnance no 58-966 du 16 octobre 1958. Trésor. Diverses dispositions | | 16 octobre 1958   |
| 69     | Ordonnance no 58-967 du 16 octobre 1958. Trésor. Diverses dispositions (justice) | | 16 octobre 1958   |
| 70     | Ordonnance no 58-968 du 16 octobre 1958. Trésor. Diverses dispositions (industrie et commerce) | | 16 octobre 1958   |
| 71     | Ordonnance no 58-971 du 16 octobre 1958. Mutualité sociale agricole. Certains conseils d’administration. Prorogation des pouvoirs | | 16 octobre 1958   |
| 72     | Ordonnance no 58-972 du 16 octobre 1958. Ville de Paris. Réglementation de l’urbanisme | | 16 octobre 1958   |
| 73     | Ordonnance no 58-973 du 16 octobre 1958. Hôpitaux de Paris. Concours de l’assistanat et du médicat | | 16 octobre 1958   |
| 74     | Ordonnance no 58-974 du 17 octobre 1958. Fonctionnement provisoire des pouvoirs publics | | 17 octobre 1958   |
| 75     | Ordonnance no 58-975 du 18 octobre 1958. Listes électorales. Mise à jour | | 18 octobre 1958   |
| 76     | Ordonnance no 58-977 du 20 octobre 1958. Élection des députés. Vote par procuration ou par correspondance | | 20 octobre 1958   |
| 77     | Ordonnance no 58-978 du 20 octobre 1958. Côte française des Somalis. Assemblée territoriale. Composition et formation | | 20 octobre 1958   |
| 78     | Ordonnance no 58-997 du 23 octobre 1958. Expropriation pour cause d’utilité publique. Réforme des règles | | 23 octobre 1958   |
| 79     | Ordonnance no 58-1004 du 23 octobre 1958. Code de la santé publique. Raccordement obligatoire des immeubles aux réseaux d’égouts | | 23 octobre 1958   |
| 80     | Ordonnance no 58-1006 du 23 octobre 1958. Exercice en France des professions médicales, pharmaceutiques et paramédicales par des personnes de nationalité française ayant exercé lesdites professions en Tunisie en vertu de la réglementation particulière à ce pays | | 23 octobre 1958   |
| 81     | Ordonnance no 58-998 du 24 octobre 1958. Assemblée nationale et Sénat. Conditions d’éligibilité et incompatibilités parlementaires (loi organique) | | 24 octobre 1958   |
| 82     | Ordonnance no 58-1007 du 24 octobre 1958. Procédure d’envoi en possession des successions en déshérence et vente des biens dépendant d’une succession vacante | | 24 octobre 1958   |
| 83     | Ordonnance no 58-1008 du 24 octobre 1958. Hôtels, pensions de famille et meublés. Maintien dans les lieux | | 24 octobre 1958   |
| 84     | Ordonnance no 58-1011 du 24 octobre 1958. Dommages de guerre subis en Indochine. Règlement des indemnités | | 24 octobre 1958   |
| 85     | Ordonnance no 58-1009 du 27 octobre 1958. Diverses dispositions d’ordre financier | | 27 octobre 1958   |
| 86     | Ordonnance no 58-1015 du 29 octobre 1958. Assemblée nationale. Élection des députés. Complément | | 29 octobre 1958   |
| 87     | Ordonnance no 58-1016 du 29 octobre 1958. Mesures destinées à favoriser l’accès des Français musulmans d’Algérie aux emplois publics de l’État | | 29 octobre 1958   |
| 88     | Ordonnance no 58-1017 du 29 octobre 1958. Mesures destinées à favoriser l’accès des Français musulmans d’Algérie aux emplois des cadres algériens et des collectivités locales d’Algérie. Élargissement | | 29 octobre 1958   |
| 89     | Ordonnance no 58-1018 du 29 octobre 1958. Certaines catégories de fonctionnaires de l’État. Affectation et détachement en Algérie | | 29 octobre 1958   |
| 90     | Ordonnance no 58-1036 du 29 octobre 1958. France d’outre-mer. Certains personnels. Situation | | 29 octobre 1958   |
| 91     | Ordonnance no 58-1037 du 29 octobre 1958. Syndics et administrateurs judiciaires | | 29 octobre 1958   |
| 92     | Ordonnance no 58-1027 du 31 octobre 1958. Assemblée nationale et Sénat. Conditions d’éligibilité et incompatibilités parlementaires. Complément | | 31 octobre 1958   |
| 93     | Ordonnance no 58-1055 du 31 octobre 1958. Agents diplomatiques et consulaires. Abaissement temporaire de la limite d’âge | | 31 octobre 1958   |
| 94     | Ordonnance no 58-1056 du 31 octobre 1958. Travaux publics, transports et tourisme. Diverses dispositions d’ordre financier | | 31 octobre 1958   |
| 95     | Ordonnance no 58-1047 du 5 novembre 1958. Algérie. Pouvoirs spéciaux. Application de l’article 1 de la loi du 16 mars 1956 | | 5 novembre 1958   |
| 96     | Ordonnance no 58-1048 du 5 novembre 1958. Fonctionnaires. Fusion entre cadres algériens et cadres métropolitains | | 5 novembre 1958   |
| 97     | Ordonnance no 58-1053 du 6 novembre 1958. Inondations extraordinaires des 30 septembre et 4 octobre 1958 dans les départements du Gard, de l’Ardèche, de l’Hérault et de la Lozère. Réparation des dommages. Participation de l’État | | 6 novembre 1958   |
| 98     | Ordonnance no 58-1085 du 6 novembre 1958. Films de court métrage. Prix. Attribution. Augmentation | | 6 novembre 1958   |
| 99     | Ordonnance no 58-1064 du 7 novembre 1958. Élection du président de la République (loi organique) | | 7 novembre 1958   |
| 100    | Ordonnance no 58-1065 du 7 novembre 1958. Assemblée nationale. Composition et durée de pouvoirs (loi organique) | | 7 novembre 1958   |
| 101    | Ordonnance no 58-1066 du 7 novembre 1958. Autorisation exceptionnelle aux parlementaires à déléguer leur droit de vote (loi organique) | | 7 novembre 1958   |
| 102    | Ordonnance no 58-1067 du 7 novembre 1958. Conseil constitutionnel (loi organique) | | 7 novembre 1958   |
| 103    | Ordonnance no 58-1074 du 7 novembre 1958. Diverses mesures d’ordre fiscal. Complément | | 7 novembre 1958   |
| 104    | Ordonnance no 58-1115 du 10 novembre 1958. Intérieur. Création d’un emploi de préfet hors cadre | | 10 novembre 1958  |
| 105    | Ordonnance no 58-1093 du 14 novembre 1958. Algérie. Élection des députés. Modification | | 14 novembre 1958  |
| 106    | Ordonnance no 58-1097 du 15 novembre 1958. Composition du Sénat et durée du mandat des sénateurs (loi organique) | | 15 novembre 1958  |
| 107    | Ordonnance no 58-1098 du 15 novembre 1958. Élection des sénateurs | | 15 novembre 1958  |
| 108    | Ordonnance no 58-1099 du 17 novembre 1958. Constitution. Membres du gouvernement. Incompatibilité (loi organique) | | 17 novembre 1958  |
| 109    | Ordonnance no 58-1100 du 17 novembre 1958. Assemblées parlementaires. Fonctionnement | | 17 novembre 1958  |
| 110    | Ordonnance no 58-1111 du 22 novembre 1958. Sahara. Hydrocarbures. Recherche, exploitation, transport par canalisations et régime fiscal | | 22 novembre 1958  |
| 111    | Ordonnance no 58-1112 du 22 novembre 1958. Algérie. Transport des hydrocarbures liquides ou gazeux provenant du Sahara | | 22 novembre 1958  |
| 112    | Ordonnance no 58-1113 du 22 novembre 1958. Sahara. Hydrocarbures. Recherche, exploitation et transport. Régime fiscal applicable en métropole et dans les départements d’outre-mer aux distributions de bénéfices faites par les sociétés | | 22 novembre 1958  |
| 113    | Ordonnance no 58-1117 du 24 novembre 1958. Convention passée entre le ministre des Finances et des Affaires économiques et le gouverneur de la Banque de l’Algérie et de la Tunisie | | 24 novembre 1958  |
| 114    | Ordonnance no 58-1131 du 25 novembre 1958. Banque de l’Algérie et de la Tunisie. Statuts. Modification | | 25 novembre 1958  |
| 115    | Ordonnance no 58-1132 du 25 novembre 1958. Stockage souterrain de gaz | | 25 novembre 1958  |
| 116    | Ordonnance no 58-1136 du 28 novembre 1958. Nominations aux emplois civils et militaires de l’État (loi organique) | | 28 novembre 1958  |
| 117    | Ordonnance no 58-1137 du 28 novembre 1958. Communauté européenne de l’énergie atomique. Réalisation d’installations de production nucléaire d’électricité | | 28 novembre 1958  |
| 118    | Ordonnance no 58-1170 du 5 décembre 1958. Code des douanes (art. 417 [contrebande]) | | 5 décembre 1958   |
| 119    | Ordonnance no 58-1171 du 5 décembre 1958. Ordonnances prises en application de la loi 58-520 du 3 juin 1958 | | 5 décembre 1958   |
| 120    | Ordonnance no 58-1172 du 6 décembre 1958. Tribunal français en Allemagne. Liquidation des affaires | | 6 décembre 1958   |
| 121    | Ordonnance no 58-1179 du 6 décembre 1958. Budget de l’exercice 1951. Règlement définitif | | 6 décembre 1958   |
| 122    | Ordonnance no 58-1180 du 6 décembre 1958. Budget de l’exercice 1952. Règlement définitif | | 6 décembre 1958   |
| 123    | Ordonnance no 58-1181 du 6 décembre 1958. Budget de l’exercice 1953 et 1954. Règlement définitif | | 6 décembre 1958   |
| 124    | Ordonnance no 58-1182 du 6 décembre 1958. Budget de l’exercice 1955. Règlement définitif | | 6 décembre 1958   |
| 125    | Ordonnance no 58-1183 du 6 décembre 1958. Budget de l’exercice 1956. Règlement définitif | | 6 décembre 1958   |
| 126    | Ordonnance no 58-1184 du 10 décembre 1958. Armées. Deuxième contingent 1958. Composition, dates d’appel et obligations d’activité | | 10 décembre 1958  |
| 127    | Ordonnance no 58-1185 du 10 décembre 1958. Code de commerce. Extension de la garantie des chambres syndicales d’agents de change et modification de l’article 90 | | 10 décembre 1958  |
| 128    | Ordonnance no 58-1186 du 10 décembre 1958. Code minier. Procédure d’expropriation | | 10 décembre 1958  |
| 129    | Ordonnance no 58-1188 du 10 décembre 1958. 1° Convention sur les facilités douanières en faveur du tourisme ; 2° protocole additionnel à la convention sur les facilités douanières en faveur du tourisme relatif à l’importation de documents et de matériel de propagande touristique ; 3° convention douanière relative à l’importation temporaire des véhicules routiers privés ; 4° acte final de la conférence des Nations unies sur les formalités douanières concernant l’importation des véhicules de tourisme et le tourisme. Ratification. Autorisation | | 10 décembre 1958  |
| 130    | Ordonnance no 58-1189 du 10 décembre 1958. Convention franco-cambodgienne déterminant le statut particulier en matière judiciaire accordé par le gouvernement cambodgien aux nationaux français du 9 septembre 1953. Ratification. Autorisation | | 10 décembre 1958  |
| 131    | Ordonnance no 58-1190 du 10 décembre 1958. Protocole de transfert au Cambodge des compétences judiciaires françaises du 29 août 1953. Ratification. Autorisation | | 10 décembre 1958  |
| 132    | Ordonnance no 58-1191 du 10 décembre 1958. Convention sur la nationalité conclue entre la France et l’État du Vietnam le 16 août 1955. Ratification. Autorisation | | 10 décembre 1958  |
| 133    | Ordonnance no 58-1192 du 10 décembre 1958. Convention franco-vietnamienne de transfert de compétences et services en matière judiciaire, de police et de sûreté du 16 septembre 1954. Ratification. Autorisation | | 10 décembre 1958  |
| 134    | Ordonnance no 58-1193 du 10 décembre 1958. Convention d’entraide judiciaire et d’exequatur des jugements signée à Paris le 16 novembre 1956 entre la France et le Laos. Ratification | | 10 décembre 1958  |
| 135    | Ordonnance no 58-1194 du 10 décembre 1958. Convention judiciaire franco-laotienne du 22 octobre 1953. Ratification. Autorisation | | 10 décembre 1958  |
| 136    | Ordonnance no 58-1195 du 10 décembre 1958. Convention d’aide mutuelle judiciaire conclue le 12 janvier 1955 entre la France et l’Italie. Ratification. Autorisation | | 10 décembre 1958  |
| 137    | Ordonnance no 58-1196 du 10 décembre 1958. Convention culturelle entre la France et le Maroc signée à Paris le 5 octobre 1957. Ratification. Autorisation | | 10 décembre 1958  |
| 138    | Ordonnance no 58-1197 du 10 décembre 1958. Convention judiciaire et convention d’aide mutuelle judiciaire, d’exequatur des jugements et d’extradition entre la France et le Maroc, signées à Paris le 15 octobre 1957 et portant dispositions d’application desdites conventions. Ratification. Autorisation | | 10 décembre 1958  |
| 139    | Ordonnance no 58-1198 du 11 décembre 1958. Législation hospitalière. Réforme | | 11 décembre 1958  |
| 140    | Ordonnance no 58-1199 du 11 décembre 1958. Coordination des établissements de soins comportant hospitalisation | | 11 décembre 1958  |
| 141    | Ordonnance no 58-1200 du 11 décembre 1958. Algérie. Régime fiscal applicable aux entreprises soumises aux dispositions du code pétrolier de l’Organisation commune des régions sahariennes | | 11 décembre 1958  |
| 142    | Ordonnance no 58-1210 du 13 décembre 1958. Membres du Parlement. Indemnité (loi organique) | | 13 décembre 1958  |
| 143    | Ordonnance no 58-1215 du 15 décembre 1958. Élection du président de la République. Proclamation des résultats | | 15 décembre 1958  |
| 144    | Ordonnance no 58-1216 du 15 décembre 1958. Code de la route. Police de la circulation routière. Partie législative | | 15 décembre 1958  |
| 145    | Ordonnance no 58-1224 du 16 décembre 1958. Convention signée à Berne le 20 octobre 1955 relative à la constitution Eurofina. Ratification. Autorisation | | 16 décembre 1958  |
| 146    | Ordonnance no 58-1225 du 16 décembre 1958. Protocole de rectification, en date du 1 juillet 1955, à la convention signée à Bruxelles le 15 décembre 1950 sur la nomenclature pour la classification des marchandises dans les tarifs douaniers. Ratification. Autorisation | | 16 décembre 1958  |
| 147    | Ordonnance no 58-1226 du 16 décembre 1958. Protocole signé à La Haye le 28 septembre 1955 portant modification de la convention pour l’unification de certaines règles relatives au transport aérien international signée à Varsovie le 12 octobre 1929. Ratification. Autorisation | | 16 décembre 1958  |
| 148    | Ordonnance no 58-1227 du 16 décembre 1958. Convention d’établissement et de navigation entre la France et la République fédérale allemande du 27 octobre 1956. Ratification. Autorisation | | 16 décembre 1958  |
| 149    | Ordonnance no 58-1228 du 16 décembre 1958. Convention d’établissement franco-honduréenne du 15 août 1955. Ratification. Autorisation | | 16 décembre 1958  |
| 150    | Ordonnance no 58-1229 du 16 décembre 1958. Réglementation des agences de transactions immobilières | | 16 décembre 1958  |
| 151    | Ordonnance no 58-1230 du 16 décembre 1958. Titres attribués par une application indue des textes portant statut des Forces françaises libres, des Forces françaises combattantes, des Forces françaises de l’intérieur et de la Résistance intérieure française. Retrait ou révision éventuels. Autorisation | | 16 décembre 1958  |
| 152    | Ordonnance no 58-1237 du 17 décembre 1958. Convention d’extradition conclue entre la France et la République fédérale allemande le 29 novembre 1951. Ratification. Autorisation | | 17 décembre 1958  |
| 153    | Ordonnance no 58-1238 du 17 décembre 1958. Code des douanes. Modification | | 17 décembre 1958  |
| 154    | Ordonnance no 58-1246 du 17 décembre 1958. Transfert à l’État japonais de la propriété d’œuvres d’art. Autorisation | | 17 décembre 1958  |
| 155    | Ordonnance no 58-1247 du 18 décembre 1958. Code électoral. Modification | | 18 décembre 1958  |
| 156    | Ordonnance no 58-1248 du 18 décembre 1958. Sociétés sahariennes de développement | | 18 décembre 1958  |
| 157    | Ordonnance no 58-1254 du 19 décembre 1958. Conseil exécutif de la Communauté (loi organique) | | 19 décembre 1958  |
| 158    | Ordonnance no 58-1255 du 19 décembre 1958. Sénat de la Communauté (loi organique) | | 19 décembre 1958  |
| 159    | Ordonnance no 58-1256 du 19 décembre 1958. Cour arbitrale de la Communauté (loi organique) | | 19 décembre 1958  |
| 160    | Ordonnance no 58-1257 du 19 décembre 1958. Représentation du Parlement de la République au Sénat de la Communauté (loi organique) | | 19 décembre 1958  |
| 161    | Ordonnance no 58-1258 du 19 décembre 1958. Sociétés entre époux | | 19 décembre 1958  |
| 162    | Ordonnance no 58-1259 du 19 décembre 1958. Caisse centrale de crédit hôtelier, industriel et commercial. Institution d’un privilège | | 19 décembre 1958  |
| 163    | Ordonnance no 58-1260 du 19 décembre 1958. Traité d’amitié perpétuelle et d’établissement entre la France et le Costa Rica du 2 juin 1955. Ratification. Autorisation | | 19 décembre 1958  |
| 164    | Ordonnance no 58-1261 du 19 décembre 1958. Douanes. Diverses dispositions. Ratification du décret du 18 décembre 1958 | | 19 décembre 1958  |
| 165    | Ordonnance no 58-1262 du 19 décembre 1958. Tabac. Assurances et réassurances des récoltes. Conditions. Modification | | 19 décembre 1958  |
| 166    | Ordonnance no 58-1264 du 20 décembre 1958. Code des douanes. Pouvoirs du gouvernement en matière de droits compensateurs et de droits antidumping | | 20 décembre 1958  |
| 167    | Ordonnance no 58-1265 du 20 décembre 1958. Code de la santé publique. Modification (eaux potables, distributions publiques et privées) | | 20 décembre 1958  |
| 168    | Ordonnance no 58-1270 du 22 décembre 1958. Magistrature. Statut (loi organique) | | 22 décembre 1958  |
| 169    | Ordonnance no 58-1271 du 22 décembre 1958. Conseil supérieur de la magistrature (loi organique) | | 22 décembre 1958  |
| 170    | Ordonnance no 58-1272 du 22 décembre 1958. Magistrats de l’ordre judiciaire. Admission anticipée à la retraite. Certaines modalités | | 22 décembre 1958  |
| 171    | Ordonnance no 58-1273 du 22 décembre 1958. Organisation judiciaire | | 22 décembre 1958  |
| 172    | Ordonnance no 58-1274 du 22 décembre 1958. Organisation des juridictions pour enfants | | 22 décembre 1958  |
| 173    | Ordonnance no 58-1275 du 22 décembre 1958. Sécurité sociale. Contentieux | | 22 décembre 1958  |
| 174    | Ordonnance no 58-1276 du 22 décembre 1958. Code du travail. Modification de certaines dispositions du titre I du livre IV (conseil de prud’hommes) | | 22 décembre 1958  |
| 175    | Ordonnance no 58-1296 du 23 décembre 1958. Code de procédure pénale. Modification et complément | | 23 décembre 1958  |
| 176    | Ordonnance no 58-1297 du 23 décembre 1958. Compétence des tribunaux de police. Modification de certaines peines | | 23 décembre 1958  |
| 177    | Ordonnance no 58-1298 du 23 décembre 1958. Code pénal. Modification | | 23 décembre 1958  |
| 178    | Ordonnance no 58-1299 du 23 décembre 1958. Banqueroutes et autres infractions en matière de faillite | | 23 décembre 1958  |
| 179    | Ordonnance no 58-1300 du 23 décembre 1958. Enfance délinquante. Modification | | 23 décembre 1958  |
| 180    | Ordonnance no 58-1301 du 23 décembre 1958. Protection de l’enfance et de l’adolescence en danger | | 23 décembre 1958  |
| 181    | Ordonnance no 58-1302 du 23 décembre 1958. Douanes. Tarifs. Ratification du décret du 22 décembre 1958 | | 23 décembre 1958  |
| 182    | Ordonnance no 58-1306 du 23 décembre 1958. Régime de l’adoption et de la légitimation adoptive. Modification | | 23 décembre 1958  |
| 183    | Ordonnance no 58-1307 du 23 décembre 1958. Suppression de l’envoi en possession du conjoint survivant | | 23 décembre 1958  |
| 184    | Ordonnance no 58-1308 du 23 décembre 1958. Fonctionnaires du corps préfectoral. Abaissement temporaire de la limite d’âge | | 23 décembre 1958  |
| 185    | Ordonnance no 58-1309 du 23 décembre 1958. Police. Usage des armes et établissement de barrages de circulation | | 23 décembre 1958  |
| 186    | Ordonnance no 58-1310 du 23 décembre 1958. Transports routiers, publics et privés. Conditions de travail | | 23 décembre 1958  |
| 187    | Ordonnance no 58-1311 du 23 décembre 1958. Infractions aux dispositions réglementaires relatives aux servitudes grevant les terrains nécessaires aux routes nationales et aux autoroutes. Répression | | 23 décembre 1958  |
| 188    | Ordonnance no 58-1312 du 23 décembre 1958. Dispense de l’affirmation de certains procès-verbaux établis en matière de chasse et pêche | | 23 décembre 1958  |
| 189    | Ordonnance no 58-1317 du 23 décembre 1958. Départements d’outre-mer. Application de certaines dispositions métropolitaines en matière pénale et de procédure pénale | | 23 décembre 1958  |
| 190    | Ordonnance no 58-1318 du 23 décembre 1958. Départements d’outre-mer. Locaux d’habitation ou à usage professionnel. Maintien dans les lieux | | 23 décembre 1958  |
| 191    | Ordonnance no 58-1319 du 23 décembre 1958. Convention franco-belge fixant de nouvelles limites d’exploitation entre les houillères du bassin du Nord et du Pas-de-Calais et les Charbonnages belges d’Hensies-Pommerœul de Bernissart. Ratification. Autorisation | | 23 décembre 1958  |
| 192    | Ordonnance no 58-1320 du 23 décembre 1958. Conventions franco-finlandaises (doubles impositions et diverses mesures fiscales). Ratification. Autorisation | | 23 décembre 1958  |
| 193    | Ordonnance no 58-1321 du 23 décembre 1958. Convention sur le statut des apatrides. Ratification. Autorisation | | 23 décembre 1958  |
| 194    | Ordonnance no 58-1322 du 23 décembre 1958. Convention franco-suisse au sujet du service militaire des doubles nationaux. Ratification. Autorisation | | 23 décembre 1958  |
| 195    | Ordonnance no 58-1323 du 23 décembre 1958. Convention commerciale franco-laotienne. Ratification. Autorisation | | 23 décembre 1958  |
| 196    | Ordonnance no 58-1324 du 23 décembre 1958. Convention franco-italienne (double imposition et diverses mesures fiscales). Ratification. Autorisation | | 23 décembre 1958  |
| 197    | Ordonnance no 58-1325 du 23 décembre 1958. Convention relative au contrat de transport international de marchandises par route. Ratification. Autorisation | | 23 décembre 1958  |
| 198    | Ordonnance no 58-1326 du 23 décembre 1958. Convention relative à l’institut franco-allemand de recherches de Saint-Louis. Ratification. Autorisation | | 23 décembre 1958  |
| 199    | Ordonnance no 58-1327 du 23 décembre 1958. Code électoral. Procédure contentieuse électorale. Modification | | 23 décembre 1958  |
| 200    | Ordonnance no 58-1328 du 23 décembre 1958. Premier et deuxième contingents 1959. Composition, dates d’appel et obligations d’activité. Ratification du décret du 11 décembre 1958 | | 23 décembre 1958  |
| 201    | Ordonnance no 58-1329 du 23 décembre 1958. Armées. Personnels militaires. Situation « hors cadre » et position « spéciale hors cadre » | | 23 décembre 1958  |
| 202    | Ordonnance no 58-1330 du 23 décembre 1958. Départements d’outre-mer. Extension de la législation métropolitaine relative à diverses servitudes en matière de voirie nationale | | 23 décembre 1958  |
| 203    | Ordonnance no 58-1331 du 23 décembre 1958. Infractions en matière de répartition des produits industriels et de l’énergie. Constatation, poursuite, répression | | 23 décembre 1958  |
| 204    | Ordonnance no 58-1332 du 23 décembre 1958. Hydrocarbures liquides ou liquéfiés. Stockage souterrain | | 23 décembre 1958  |
| 205    | Ordonnance no 58-1337 du 23 décembre 1958. Polynésie française. Conseil du gouvernement et assemblée territoriale | | 23 décembre 1958  |
| 206    | Ordonnance no 58-1341 du 27 décembre 1958. Nouvelle unité monétaire. Institution | | 27 décembre 1958  |
| 207    | Ordonnance no 58-1342 du 27 décembre 1958. Exploitations agricoles. Cumuls et réunions | | 27 décembre 1958  |
| 208    | Ordonnance no 58-1343 du 27 décembre 1958. Loyers. Législation. Modification | | 27 décembre 1958  |
| 209    | Ordonnance no 58-1350 du 27 décembre 1958. Convention franco-luxembourgeoise (doubles impositions et diverses mesures fiscales). Ratification. Autorisation | | 27 décembre 1958  |
| 210    | Ordonnance no 58-1351 du 27 décembre 1958. Conservation du domaine public routier | | 27 décembre 1958  |
| 211    | Ordonnance no 58-1352 du 27 décembre 1958. Infractions en matière de registre du commerce. Répression | | 27 décembre 1958  |
| 212    | Ordonnance no 58-1356 du 27 décembre 1958. Recrutement de l’armée. Modification de l’article 13 de la loi du 31 mars 1928 | | 27 décembre 1958  |
| 213    | Ordonnance no 58-1357 du 27 décembre 1958. Contrôle de la fabrication des conserves et semi-conserves de poissons, crustacés et autres animaux marins | | 27 décembre 1958  |
| 214    | Ordonnance no 58-1358 du 27 décembre 1958. Code du travail maritime et code du travail. Modification | | 27 décembre 1958  |
| 215    | Ordonnance no 58-1359 du 27 décembre 1958. Vaccination par le B.C.G. des étudiants et élèves des établissements d’enseignement et d’éducation de tous ordres autres que ceux déjà visés par l’article 215 (4°) du code de la santé publique | | 27 décembre 1958  |
| 216    | Ordonnance no 58-1370 du 27 décembre 1958. Convention franco-comorienne (double imposition et diverses mesures fiscales). Ratification. Autorisation | | 27 décembre 1958  |
| 217    | Ordonnance no 58-1381 du 28 décembre 1958. Fonds d’action sociale pour les travailleurs musulmans d’Algérie en métropole et pour leurs familles. Création | | 28 décembre 1958  |
| 218    | Ordonnance no 58-1360 du 29 décembre 1958. Conseil économique et social (loi organique) | | 29 décembre 1958  |
| 219    | Ordonnance no 58-1361 du 29 décembre 1958. Code des douanes. Régimes douaniers suspensifs et exportations temporaires. Complément du titre V. | | 29 décembre 1958  |
| 220    | Ordonnance no 58-1371 du 29 décembre 1958. Protection des installations d’importance vitale | | 29 décembre 1958  |
| 221    | Ordonnance no 58-1372 du 29 décembre 1958. Diverses dispositions d’ordre fiscal et douanier | | 29 décembre 1958  |
| 222    | Ordonnance no 58-1373 du 30 décembre 1958. Création de centres hospitaliers et universitaires. Réforme de l’enseignement médical. Développement de la recherche médicale | | 30 décembre 1958  |
| 223    | Ordonnance no 58-1374 du 30 décembre 1958 (loi de finances pour 1959) | | 30 décembre 1958  |
| 224    | Ordonnance no 58-1375 du 30 décembre 1958. Statut du Cameroun | | 31 décembre 1958  |
| 225    | Ordonnance no 58-1376 du 30 décembre 1958. Statut de la République togolaise | | 31 décembre 1958  |
| 226    | Ordonnance no 58-1382 du 31 décembre 1958. Douanes. Réduction provisoire de certains droits d’importation en régime de droit commun, en tarif minimum. Ratification du décret du 30 décembre 1958 | | 31 décembre 1958  |
| 227    | Ordonnance no 58-1383 du 31 décembre 1958. Marins du commerce. Régime de retraite. Modification | | 31 décembre 1958  |
| 228    | Ordonnance no 58-1440 du 31 décembre 1958. Code de l’urbanisme et de l’habitation. Modification et complément de certaines dispositions du livre III | | 31 décembre 1958  |
| 229    | Ordonnance no 58-1441 du 31 décembre 1958. Locaux. Changement d’affectation et démolitions. Réglementation | | 31 décembre 1958  |
| 230    | Ordonnance no 58-1442 du 31 décembre 1958. Expulsions. Sursis pour certains occupants de locaux d’habitation ou à usage professionnel. Modification | | 31 décembre 1958  |
| 231    | Ordonnance no 58-1443 du 31 décembre 1958. Maintien dans les lieux | | 31 décembre 1958  |
| 232    | Ordonnance no 58-1444 du 31 décembre 1958. Levée des scellés apposés lors du décès de l’occupant d’un local | | 31 décembre 1958  |
| 233    | Ordonnance no 58-1445 du 31 décembre 1958. Réalisation d’opérations d’urbanisme. Création d’associations syndicales | | 31 décembre 1958  |
| 234    | Ordonnance no 58-1446 du 31 décembre 1958. Installations et établissements industriels, scientifiques et techniques. Décentralisation. Répression des infractions | | 31 décembre 1958  |
| 235    | Ordonnance no 58-1447 du 31 décembre 1958. Diverses opérations d’urbanisme | | 31 décembre 1958  |
| 236    | Ordonnance no 58-1448 du 31 décembre 1958. Urbanisme. Répression de certaines infractions | | 31 décembre 1958  |
| 237    | Ordonnance no 58-1449 du 31 décembre 1958. Établissements dangereux, insalubres ou incommodes dans les er territoires faisant l’objet de plans d’urbanisme. Réglementation. Répression des infractions | | 31 décembre 1958  |
| 238    | Ordonnance no 58-1450 du 31 décembre 1958. Code de l’urbanisme et de l’habitation. Constatation de certaines infractions par les fonctionnaires et agents contractuels des Eaux et Forêt | | 31 décembre 1958  |
| 239    | Ordonnance no 58-1451 du 31 décembre 1958. Habitations à loyer modéré. Prêts et emprunts | | 31 décembre 1958  |
| 240    | Ordonnance no 58-1452 du 31 décembre 1958. Constructions légères préfabriquées à l’usage d’habitation. Vente et édification. Complément et modification | | 31 décembre 1958  |
| 241    | Ordonnance no 58-1453 du 31 décembre 1958. Dommages de guerre. Modification et complément | | 31 décembre 1958  |
| 242    | Ordonnance no 59-1 du 2 janvier 1959. Haute Cour de justice (loi organique) | | 2 janvier 1959    |
| 243    | Ordonnance no 59-2 du 2 janvier 1959. Lois de finances (loi organique) | | 2 janvier 1959    |
| 244    | Ordonnance no 59-7 du 3 janvier 1959. Algérie. Équipement économique et social. Concours financier de l’État | | 3 janvier 1959    |
| 245    | Ordonnance no 59-9 du 3 janvier 1959. Protocole franco- soviétique du 14 novembre 1958. Ratification. Autorisation | | 3 janvier 1959    |
| 246    | Ordonnance no 59-10 du 3 janvier 1959. Convention consulaire franco-italienne. Ratification. Autorisation | | 3 janvier 1959    |
| 247    | Ordonnance no 59-11 du 3 janvier 1959. Traité de commerce franco-paraguayen. Ratification. Autorisation | | 3 janvier 1959    |
| 248    | Ordonnance no 59-12 du 3 janvier 1959. Convention relative au régime fiscal et convention douanière (véhicules routiers, embarcations de plaisance, aéronefs et containers). Ratification. Autorisation | | 3 janvier 1959    |
| 249    | Ordonnance no 59-13 du 3 janvier 1959. Convention franco-grecque sur la sécurité sociale et accord complémentaire. Ratification. Autorisation | | 3 janvier 1959    |
| 250    | Ordonnance no 59-14 du 3 janvier 1959. Convention franco-belge sur la sécurité sociale et accord complémentaire à cette convention relatif à la situation des travailleurs frontaliers et saisonniers. Ratification. Autorisation | | 3 janvier 1959    |
| 251    | Ordonnance no 59-15 du 3 janvier 1959. Convention franco-portugaise sur la sécurité sociale et accord relatif aux prestations familiales des travailleurs migrants. Ratification. Autorisation | | 3 janvier 1959    |
| 252    | Ordonnance no 59-16 du 3 janvier 1959. Convention franco-espagnole sur la sécurité sociale et accord complémentaire relatif aux travailleurs frontaliers. Ratification. Autorisation | | 3 janvier 1959    |
| 253    | Ordonnance no 59-17 du 3 janvier 1959. Convention sur l’établissement d’un contrôle de sécurité dans le domaine de l’énergie nucléaire et convention relative à la constitution de la société « Eurochemic ». Ratification. Autorisation | | 3 janvier 1959    |
| 254    | Ordonnance no 59-18 du 3 janvier 1959. Conventions franco-suédoises relatives à l’aide mutuelle judiciaire. Ratification. Autorisation | | 3 janvier 1959    |
| 255    | Ordonnance no 59-19 du 3 janvier 1959. Convention franco-belge relative à l’aide mutuelle judiciaire en matière civile et commerciale. Ratification. Autorisation | | 3 janvier 1959    |
| 256    | Ordonnance no 59-20 du 3 janvier 1959. Convention européenne concernant la sécurité sociale des travailleurs des transports internationaux. Ratification. Autorisation | | 3 janvier 1959    |
| 257    | Ordonnance no 59-21 du 3 janvier 1959. Accord franco- yougoslave sur le règlement des créances financières françaises et documents annexes. Ratification. Autorisation | | 3 janvier 1959    |
| 258    | Ordonnance no 59-22 du 3 janvier 1959. Convention franco-belge relative aux pensions d’invalidité et de décès des victimes civiles de la guerre. Ratification. Autorisation | | 3 janvier 1959    |
| 259    | Ordonnance no 59-23 du 3 janvier 1959. Valeurs mobilières. Modification | | 3 janvier 1959    |
| 260    | Ordonnance no 59-24 du 3 janvier 1959. Fonctionnaires et militaires affectés ou détachés hors d’Europe. Institution en matière de loyers de diverses mesures de protection | | 3 janvier 1959    |
| 261    | Ordonnance no 59-25 du 3 janvier 1959. Code rural. Modification de l’article 434 (pêche fluviale) | | 3 janvier 1959    |
| 262    | Ordonnance no 59-26 du 3 janvier 1959. Professions commerciales et industrielles. Représentation | | 3 janvier 1959    |
| 263    | Ordonnance no 59-27 du 3 janvier 1959. Entreprises de presse et d’information. Transfert et dévolution de biens et d’éléments d’actif. Complément | | 3 janvier 1959    |
| 264    | Ordonnance no 59-40 du 3 janvier 1959. Code civil. État civil. Modification. Extension aux territoires d’outre-mer | | 3 janvier 1959    |
| 265    | Ordonnance no 59-41 du 3 janvier 1959. Algérie. Institution d’un nouveau régime foncier applicable dans certains périmètres | | 3 janvier 1959    |
| 266    | Ordonnance no 59-61 du 3 janvier 1959. Tribunaux de commerce et chambres de commerce | | 3 janvier 1959    |
| 267    | Ordonnance no 59-62 du 3 janvier 1959. Répression des infractions au régime des servitudes aéronautiques | | 3 janvier 1959    |
| 268    | Ordonnance no 59-28 du 5 janvier 1959. Accès des mineurs à certains établissements. Réglementation | | 5 janvier 1959    |
| 269    | Ordonnance no 59-29 du 5 janvier 1959. Syndicats de communes | | 5 janvier 1959    |
| 270    | Ordonnance no 59-30 du 5 janvier 1959. Institution des districts urbains dans les grandes agglomérations | | 5 janvier 1959    |
| 271    | Ordonnance no 59-31 du 5 janvier 1959. Limites territoriales des communes. Modification | | 5 janvier 1959    |
| 272    | Ordonnance no 59-32 du 5 janvier 1959. Allégement du contrôle administratif sur les départements et simplification de l’administration départementale | | 5 janvier 1959    |
| 273    | Ordonnance no 59-33 du 5 janvier 1959. Administration communale. Mesures de décentralisation et de simplification | | 5 janvier 1959    |
| 274    | Ordonnance no 59-34 du 5 janvier 1959. Code de la santé publique. Maisons d’enfants à caractère sanitaire. Modification et complément | | 5 janvier 1959    |
| 275    | Ordonnance no 59-35 du 5 janvier 1959. Code de la famille et de l’aide sociale. Protection de l’enfance. Modification et complément | | 5 janvier 1959    |
| 276    | Ordonnance no 59-42 du 5 janvier 1959. Institut des hautes études d’outre-mer. Création | | 5 janvier 1959    |
| 277    | Ordonnance no 59-43 du 6 janvier 1959. Certaines catégories de personnels ayant servi ou appelés à servir hors d’Europe. Certaines dispositions | | 6 janvier 1959    |
| 278    | Ordonnance no 59-44 du 6 janvier 1959. Marchés d’intérêt national et Halles centrales de Paris | | 6 janvier 1959    |
| 279    | Ordonnance no 59-45 du 6 janvier 1959. Scolarité obligatoire. Prolongation | | 6 janvier 1959    |
| 280    | Ordonnance no 59-46 du 6 janvier 1959. Médecine du travail dans les mines, minières et carrières | | 6 janvier 1959    |
| 281    | Ordonnance no 59-47 du 6 janvier 1959. Associations syndicales | | 6 janvier 1959    |
| 282    | Ordonnance no 59-48 du 6 janvier 1959. Santé publique. Radiations ionisantes | | 6 janvier 1959    |
| 283    | Ordonnance no 59-63 du 6 janvier 1959. Réquisitions de biens et de services | | 6 janvier 1959    |
| 284    | Ordonnance no 59-104 du 6 janvier 1959. Armée de terre. Accession au grade de capitaine de réserve. Conditions | | 6 janvier 1959    |
| 285    | Ordonnance no 59-105 du 6 janvier 1959. Armée de mer. Personnels. Certaines dispositions | | 6 janvier 1959    |
| 286    | Ordonnance no 59-106 du 6 janvier 1959. Armée de l’air. Statut des cadres de réserve. Modification et complément | | 6 janvier 1959    |
| 287    | Ordonnance no 59-64 du 7 janvier 1959. Code de la nationalité française. Certaines dispositions. Modification | | 7 janvier 1959    |
| 288    | Ordonnance no 59-65 du 7 janvier 1959. Permission pour certaines femmes étrangères d’acquérir, par déclaration, postérieurement à leur mariage, la nationalité française de leur mari ou de recouvrer la nationalité française | | 7 janvier 1959    |
| 289    | Ordonnance no 59-66 du 7 janvier 1959. Réparation des dommages subis en métropole par les personnels de police par suite des événements qui se déroulent en Algérie | | 7 janvier 1959    |
| 290    | Ordonnance no 59-67 du 7 janvier 1959. Jeu dans les casinos des stations balnéaires, thermales et climatiques. Règlement. Modification | | 7 janvier 1959    |
| 291    | Ordonnance no 59-68 du 7 janvier 1959. Création d’un registre matriciel des naissances des Français par acquisition nés à l’étranger | | 7 janvier 1959    |
| 292    | Ordonnance no 59-69 du 7 janvier 1959. Office national des anciens combattants et victimes de guerre. Réorganisation | | 7 janvier 1959    |
| 293    | Ordonnance no 59-70 du 7 janvier 1959. Situation des ressortissants ou anciens ressortissants de certains États | | 7 janvier 1959    |
| 294    | Ordonnance no 59-71 du 7 janvier 1959. Publicité foncière. Divers codes et lois particulières. Modification | | 7 janvier 1959    |
| 295    | Ordonnance no 59-72 du 7 janvier 1959. Accord monétaire européen et protocole additionnel. Ratification. Autorisation | | 7 janvier 1959    |
| 296    | Ordonnance no 59-73 du 7 janvier 1959. Prorogations de sociétés | | 7 janvier 1959    |
| 297    | Ordonnance no 59-74 du 7 janvier 1959. Départements d’outre-mer. Réforme du régime de l’émission | | 7 janvier 1959    |
| 298    | Ordonnance no 59-75 du 7 janvier 1959. Prévoyance collective et assurance. Certaines opérations | | 7 janvier 1959    |
| 299    | Ordonnance no 59-76 du 7 janvier 1959. Actions en réparation civile de l’État | | 7 janvier 1959    |
| 300    | Ordonnance no 59-77 du 7 janvier 1959. Centre national d’études judiciaires | | 7 janvier 1959    |
| 301    | Ordonnance no 59-78 du 7 janvier 1959. Taxe locale sur le chiffre d’affaires | | 7 janvier 1959    |
| 302    | Ordonnance no 59-79 du 7 janvier 1959. Décimes additionnels perçus par les chambres départementales d’agriculture et l’assemblée permanente de leurs présidents | | 7 janvier 1959    |
| 303    | Ordonnance no 59-80 du 7 janvier 1959. Monopoles fiscaux des tabacs et allumettes. Réorganisation | | 7 janvier 1959    |
| 304    | Ordonnance no 59-81 du 7 janvier 1959. Protection des membres des comités d’entreprise et des délégués du personnel dans les entreprises | | 7 janvier 1959    |
| 305    | Ordonnance no 59-107 du 7 janvier 1959. Code des mesures concernant les débits de boissons et la lutte contre l’alcoolisme. Modification | | 7 janvier 1959    |
| 306    | Ordonnance no 59-108 du 7 janvier 1959. Impositions perçues au profit des collectivités locales et de divers organismes. Réforme | | 7 janvier 1959    |
| 307    | Ordonnance no 59-109 du 7 janvier 1959. Produits pétroliers. Régime fiscal et douanier. Réforme | | 7 janvier 1959    |
| 308    | Ordonnance no 59-110 du 7 janvier 1959. Collectivités locales. Ressources. Aménagement | | 7 janvier 1959    |
| 309    | Ordonnance no 59-111 du 7 janvier 1959. Fonctionnaires. Fusion entre cadres algériens et cadres métropolitains. Complément | | 7 janvier 1959    |
| 310    | Ordonnance no 59-112 du 7 janvier 1959. Fonds de garantie automobile. Modification | | 7 janvier 1959    |
| 311    | Ordonnance no 59-113 du 7 janvier 1959. Obligation d’assurance en matière de circulation de véhicules terrestres à moteur | | 7 janvier 1959    |
| 312    | Ordonnance no 59-114 du 7 janvier 1959. Préjudices de carrière subis par certains fonctionnaires et agents civils et militaires en service en Tunisie. Réparation | | 7 janvier 1959    |
| 313    | Ordonnance no 59-115 du 7 janvier 1959. Collectivités locales. Voirie | | 7 janvier 1959    |
| 314    | Ordonnance no 59-116 du 7 janvier 1959. Crédits militaires. Modification | | 7 janvier 1959    |
| 315    | Ordonnance no 59-117 du 7 janvier 1959. Diverses dispositions d’ordre financier | | 7 janvier 1959    |
| 316    | Ordonnance no 59-118 du 7 janvier 1959. Carburants. Taxation. Modification | | 7 janvier 1959    |
| 317    | Ordonnance no 59-119 du 7 janvier 1959. Taxes sur le produit du poisson débarqué dans les ports maritimes | | 7 janvier 1959    |
| 318    | Ordonnance no 59-120 du 7 janvier 1959. Douanes. Droits d’importation sur les animaux vivants de l’espèce bovine destinés à la boucherie et sur leurs viandes. Rétablissement. Ratification du D. du 7 janvier 1959 | | 7 janvier 1959    |
| 319    | Ordonnance no 59-121 du 7 janvier 1959. Électricité. Régime fiscal | | 7 janvier 1959    |
| 320    | Ordonnance no 59-122 du 7 janvier 1959. Gaz. Régime des taxes sur le chiffre d’affaires | | 7 janvier 1959    |
| 321    | Ordonnance no 59-123 du 7 janvier 1959. Sociétés par actions. Modifications des statuts. Conditions | | 7 janvier 1959    |
| 322    | Ordonnance no 59-124 du 7 janvier 1959. Armée de terre. Création de deux cadres spéciaux d’officiers | | 7 janvier 1959    |
| 323    | Ordonnance no 59-125 du 7 janvier 1959. Viticulture. Répression des infractions | | 7 janvier 1959    |
| 324    | Ordonnance no 59-126 du 7 janvier 1959. Association et intéressement des travailleurs à l’entreprise | | 7 janvier 1959    |
| 325    | Ordonnance no 59-127 du 7 janvier 1959. Sécurité sociale. Diverses dispositions | | 7 janvier 1959    |
| 326    | Ordonnance no 59-128 du 7 janvier 1959. Institut national de recherches filmologiques | | 7 janvier 1959    |
| 327    | Ordonnance no 59-129 du 7 janvier 1959. Action en faveur des travailleurs sans emploi | | 7 janvier 1959    |
| 328    | Ordonnance no 59-147 du 7 janvier 1959. Organisation générale de la défense | | 7 janvier 1959    |
| 329    | Ordonnance no 59-148 du 7 janvier 1959. Assignation en justice. Taux de l’intérêt légal | | 7 janvier 1959    |
| 330    | Ordonnance no 59-149 du 7 janvier 1959. Algérie. Divers décrets. Ratification | | 7 janvier 1959    |
| 331    | Ordonnance no 59-150 du 7 janvier 1959. Nouveaux ensembles d’habitation. Régime administratif provisoire | | 7 janvier 1959    |
| 332    | Ordonnance no 59-151 du 7 janvier 1959. Transports de voyageurs dans la région parisienne. Organisation | | 7 janvier 1959    |
| 333    | Ordonnance no 59-152 du 7 janvier 1959. Code du travail. Commission supérieure des conventions collectives. Complément | | 7 janvier 1959    |
| 334    | Ordonnance no 59-169 du 7 janvier 1959. Transport de produits agricoles normalisés. Institution de sanctions | | 7 janvier 1959    |
| 335    | Ordonnance no 59-170 du 7 janvier 1959. Alimentation en eau douce de la région parisienne par le captage et l’adduction d’eaux d’alluvions des vals de Loire | | 7 janvier 1959    |

## Analyse
Les 335 ordonnances de la présidence du Conseil de Charles de Gaulle est le témoin d'une activité forte de la part du cabinet du fondateur de la Cinquième République. Le cabinet gaulliste cherche à gagner du temps et à aller le plus vite possible afin de rétablir l'autorité de l’État.